# Diospyros lotus
El Caquier del Japó (Diospyros lotus) és una espècie molt cultivada del gènere Diospyros pertanyent a les ebenàcies, i originària del sud-oest subtropical d'Àsia i del sud-est d'Europa. És una de les plantes conreades més antigues.

## Distribució i ecologia
L'espècie s'estén des de l'Àsia oriental fins a l'oest de la regió mediterrània. Era molt conegut entre els antics grecs i rebia el nom de fruit dels déus és a dir Dios pyros (literalment: "el blat de Zeus"). Aquesta espècie és una candidata per a ser l'"arbre del lotus" que es menciona en l'Odissea: essent el seu fruit tan deliciós que tots aquells que el menjaven oblidaven tornar a casa i volien restar amb els Lotòfags.
Es cultiva en els límits de la seva distribució i també als Estats Units i l'Àfrica del Nord.